# سانتياغو باربوزا
سانتياغو باربوزا (بالإسبانية: Santiago Barboza)‏ هو لاعب كرة قدم أوروغواياني، ولد في 3 أكتوبر 1989 في روجا، أوروغواي ‏ في الأوروغواي. لعب مع أتيناس دي سان كارولس وديفينسور سبورتينغ.

## وصلات خارجية
- سانتياغو باربوزا على موقع قاعدة بيانات كرة القدم.إي يو (الإنجليزية)
- سانتياغو باربوزا على موقع Soccerway.com (الإنجليزية)
- سانتياغو باربوزا على موقع AS.com (الإسبانية)